# Låktatjåkka
Låktatjåkka este o arie protejată (arie specială de conservare — SAC, sit de importanță comunitară — SCI) din Suedia întinsă pe o suprafață de 7.577,7 ha, integral pe uscat.

## Localizare
Centrul sitului Låktatjåkka este situat la coordonatele 68°23′21″N 18°25′35″E / 68.3891°N 18.4263°E.

## Înființare
Situl Låktatjåkka a fost declarat sit de importanță comunitară în mai 2000 pentru a proteja 4 specii de plante și 5 specii de animale. Situl a fost protejat și ca arie specială de conservare în decembrie 2009.

## Biodiversitate
Situată în ecoregiunea alpină, aria protejată conține 9 habitate naturale: Ape stătătoare oligotrofe până la mezotrofe, cu vegetație de Littorelletea uniflorae și/sau de Isoëto-Nanojuncetea, Pajiști alpine și subalpine calcaroase, Pante stâncoase calcaroase cu vegetație casmofită, Râuri de munte și vegetația erbacee de pe malurile acestora, Mlaștini turboase de tranziție și turbării mișcătoare, Grohotișuri silicioase de la nivelul montan până la nivelul zăpezii (Androsacetalia alpinae și Galeopsietalia ladani), Tufărișuri subarctice cu Salix spp., Ghețari permanenți, Pajiști alpine și boreale.
La baza desemnării sitului se află mai multe specii protejate:
- plante (4): Braya linearis, Orthothecium lapponicum, Primula scandinavica, Viola rupestris subsp. relicta
- mamifere (1): vidră de râu (Lutra lutra)
- nevertebrate (4): Agriades glandon aquilo, Clossiana improba, Hesperia comma catena, Vertigo genesii